# Духовой оркестр

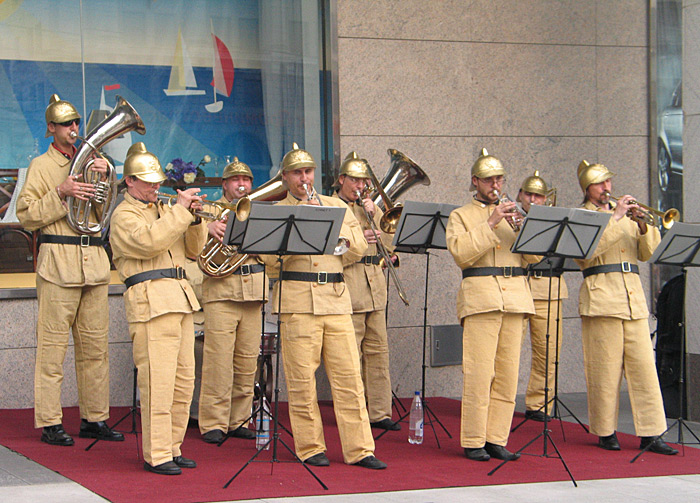
Духовой оркестр пожарных. В составе 4 трубы, 2 баритона, 2 тромбона, туба и ударная установка

Духовой оркестр — музыкальный коллектив, основу которого составляют медные духовые инструменты, с дополнением деревянных духовых (оркестр смешанного состава), или без них (медного состава, брасс-оркестр). Входит в состав подразделений многих армий мира и других силовых ведомств для исполнения военной и других видов музыки (см. военный оркестр).
Благодаря высокой громкости медных духовых инструментов такой оркестр хорошо подходит для игры на открытых пространствах. Возможность игры на ходу позволяет использовать его во время проведения маршей и парадов.

## История
В IX веке до н. э. в Древнем Израиле в торжествах освящения храма царя Израильско-Иудейского царства Соломона участвовало 120 трубачей. Можно предположить, это был первый в истории человечества оркестр. До нас не дошло имя руководителя музыкального коллектива.
В Древней Руси до появления сигнальных инструментов славянские племена во время охоты использовали крик и свист. Но свист не мог сравниться со звуком рога, ни по громкости, ни по радиусу распространения. С помощью рога можно было подавать сигналы различной высоты, громкости и ритма. Во время боя русские воины также сами трубили в рог, подавая сигнал к атаке. Но с течением времени на смену рогу приходит более совершенный инструмент — труба.
Позже утвердились новые музыкально-исполнительские принципы, получившие название «Ars nova». Постепенно преодолевалось пренебрежительное отношение руководителей христианской церкви к исполнительству на духовых инструментах. Игра на них стала использоваться не только в частных домах и на площадях, но и в церкви. Также в те времена исполнители-духовики пользовались относительно скудным набором динамических красок, в их игре преобладали два оттенка динамики — форте (forte) и пиано (piano).
В 1770-е годы значительно повышается роль марша в воинском быту. Он приобретает современные черты: в нём соединяются ритмическое, мелодическое и гармоническое начала. Устанавливается традиция чередовать исполнение маршей полным составом оркестра с барабанной дробью.
В XIX веке основой репертуара духовых оркестров, помимо маршей и другой военной музыки, стали переложения симфонических и оперных произведений, поскольку оригинальных сочинений для этого состава практически не существовало. Из немногих известных случаев применения духового оркестра в «серьёзной» музыке XIX века — опера Джузеппе Верди «Аида» (где для исполнения Триумфального марша на сцену выводится духовой оркестр) и оркестрованный Римским-Корсаковым марш из оперы Бородина «Князь Игорь» (исполняемый в постановках духовым оркестром полного состава). Чаще же в операх в соответствующих сценах вместо оркестра использовали простой ансамбль валторн, труб и тромбонов (так называемый «Бэнд»).
С начала XX века некоторые композиторы обратили внимание на своеобразие состава и звучания духового оркестра и написали для него ряд оригинальных сочинений. Первым произведением такого рода считается Сюита № 1 Es-dur Густава Холста, написанная в 1909 году. Среди других композиторов, писавших для духового оркестра — Николай Мясковский, Игорь Стравинский, Пауль Хиндемит, Алан Хованесс, Дэвид Масланка.
В начале XIX века под влиянием «янычарской музыки» в духовых оркестрах появились некоторые ударные музыкальные инструменты, прежде всего большой барабан и тарелки, дающие оркестру ритмическую основу. В современном духовом оркестре группа ударных обширна. Помимо симфонических инструментов (литавры, большой барабан, тарелки, малый барабан, маримба, ксилофон, треугольник, бубен, гонг) используются джазовые и латиноамериканские ударные (ритм-тарелки, конго и бонго, вибрафон, том-томы, клавес, тартаруга, агого, маракасы, кастаньетты, пандейра и др.), что связано с появлением неакадемических сочинений в репертуаре духовых оркестров. Из гармонических (многоголосных) инструментов раньше всех стала использоваться арфа, а в 20 веке и рояль. Сейчас иногда используются другие клавишные инструменты (например, челеста или синтезатор), и даже аккордеон. Также в составе духового оркестра может присутствовать струнный контрабас и гитара во всех её разновидностях (акустическая, электрическая, басовая).
В СССР духовые оркестры с 1930-х годов появились почти при всех Дворцах культуры, клубах, заводах, фабриках, воинских частях, отделениях милиции и пожарных командах. Репертуар был обширен, помимо классической музыки и праздничных произведений были заготовлены траурные для похорон. Чаще всего состав этих оркестров был любительским. В 1950-е годы был создан большой духовой оркестр профессионалов специально для траурных процессий при городской похоронной службе.

## Описание
Духовой оркестр смешанного состава состоит из четырёх групп инструментов:
- Основная группа — корнет, альт, тенор, баритон, бас (туба, сузафон).
- Характерные (узкомензурные) инструменты[3] — труба, валторна, тромбон.
- Деревянные духовые — флейта, кларнет. Дополнительно — флейта-пикколо, гобой, фагот, саксофон.
- Ударные — малый барабан, тарелки, большой барабан, литавры и другие.

По количеству участников:
- Малый состав — около 20 участников, с небольшой группой деревянных.
- Средний состав — 30 участников, с более полной группой деревянных.
- Большой состав — 40—55 участников, некоторые образцовые и государственные оркестры до 80—100. Группа деревянных духовых и ударных представлена наиболее полно.

Бемольные тональности для духового оркестра являются наиболее удобными и хорошо звучащими. Если оригинал произведения написан в диезной тональности (по звучанию), то его транспонируют в бемольную, повышая или понижая тональность на полтона или тон.